# SMAD (proteína)
Las proteínas Smad constituyen una familia de proteínas que funcionan a nivel celular como segundo mensajero propagando señales intracelulares que se transducen en acciones extracelulares con la participación de ligandos del factor transformante de crecimiento beta hasta el núcleo celular donde activan la transcripción de genes agua abajo.
Las Smad forman un trímero de dos Smad reguladas por el receptor y un co-SMAD. Actúan como factores de transcripción regulando la expresión de genes específicos.

## Clases
En los mamíferos existen ocho Smad agrupadas en tres subfamilias:
1. Las Smad reguladas por el receptor (R-SMAD) que incluyen SMAD1, SMAD2, SMAD3, SMAD5 y SMAD8/9[10]
2. La Smad mediadora común (co-SMAD) el cual incluye solo al SMAD4, y que interacciona con R-SMAD para participar en la v 161a de señalización[11]
3. Las Smad antagonistas o inhibitorias (SMAD-I) que incluyen al SMAD6 y SMAD7, los cuales bloquean la activación de R-SMAD y Co-SMAD.[12]

## Nomenclatura
Las proteínas SMAD son homólogas tanto de la proteína de la mosca Drosophila, la proteína MAD (por su siglas en inglés Mothers Against Decantaplegic, donde "decan-tapléjico" se refiere a una proteína de la mosca homóloga a la proteína morfogénica ósea humana) y la proteína de la especie de nemátodos Caenorhabditis elegans SMA (del gen ''sma'' de la palabra "small", cuerpo pequeño en vista de su capacidad de alterar el tamaño corporal). El nombre es un portmanteau de las dos. Las mutaciones MAD pueden ser colocadas en un allelic la serie basada en la severidad relativa del trucaje de efecto maternal de débil dpp alelos, por ello explicando las Madres contra dpp.
Durante el estudio de la Drosophila,  se ha encontrado que una mutación en el gen, MAD, en la madre, reprimió el gen decapentaplégico en el embrión.

## Cabello
Se ha demostrado que la presencia de complejos Smad1/5/8 fosforilados y la DLX3 regula la función de la vía de señalización de las BMP a Dlx3 durante la morfogénesis del cabello en ciertos modelos animales.